# Чирич, Зоран
Зоран Чирич (серб. Zoran Ćirić) — культовый сербский писатель, поэт, переводчик, колумнист. Автор пяти романов и четырнадцати сборников рассказов. Лауреат Премии журнала НИН (2001) — самой престижной литературной награды Сербии.

## Биография
Зоран Чирич родился в 1962 году в сербском городе Нише, где живёт и по сей день. Окончил экономический факультет Нишского университета. В 1990 году дебютировал сборником стихов «Rio Bravo», за который получил Награду Бранко Радичевича. Роман «Prisluškivanje» в 1999 году попал в шорт-лист Премии журнала НИН. Награду Чирич получил через два года, когда вышедший в 2001 году роман «Хобо» стал национальным бестселлером. Книга выдержала четыре издания и, несмотря на неоднозначные отзывы критиков, удостоилась сразу трех литературных наград. Помимо упомянутой Премии журнала НИН, Чирич получил за «Хобо» Приз Фонда Борислава Пекича и Премию Национальной библиотеки Сербии
Перу Чирича принадлежат не только более двадцати книг поэзии и прозы, но и многочисленные статьи в ряде национальных изданий. Свою карьеру публициста он начал в 1990 году в рок-журнале «Ритм». В 1994 году в информационном пространстве Сербии появилась программа «Magični Geto», автором и вдохновителем которой был Зоран Чирич. Шоу, где в сатирическом ключе освещались национальные и мировые проблемы, быстро набирало популярность и стало одним из самых заметных медийных проектов 90-х годов. В 1995 году Чирич занимает пост главного редактора радиостанции KPGT, однако два года спустя уходит с радио и в 1997-м становится обозревателем газеты «Данас», а в 2003-м — колумнистом сербской версии журнала «Playboy».

## Оценки творчества
Творческая репутация Чирича крайне неоднозначна. Обсценная лексика, порнография и сцены насилия, которыми изобилуют его тексты, вызывают отторжение части литературной общественности. Тем не менее, ещё с 90-х годов он является фактическим фронтменом альтернативной литературы Сербии. Критики сравнивают Чирича с такими непохожими друг на друга писателями, как Чарльз Буковски и Марио Пьюзо. В 1992 году газета «Борьба» назвала Чирича «единственным в стране рок-н-ролльным писателем», а журнал «Профиль» в 1997-м объявил его «величайшим сербским писателем современности».

## Признание
Зоран Чирич — лауреат многочисленных литературных наград, включая и самую престижную в Сербии Премию журнала НИН, которой в разные годы были удостоены Владимир Пиштало, Горан Петрович, Давид Албахари и Милорад Павич. Проза Чирича переведена на несколько европейских языков. Единственный международный джазовый фестиваль в Нише назван в честь сборника рассказов «Nišvil», опубликованного в 1994-м году. Такое же название носят одна из городских музыкальных радиостанций и записанный в США альбом всемирно известного джазового трубача Стива Гута.

### Романы
- Прислушкивање (1999)
- Хобо / Хобо (2001)
- Смрт у Ел Пасу (2003)
- Сливник (2004)
- Ноћ свих светих (2009)

### Сборники рассказов
- Златна декада (1992)
- Нишвил (1994)
- Тајни живот у Србији (1995)
- Пост (1996)
- Калибар 23 за специјалисту (1995)
- Магични гето (1995)
- Зен Србиана (1997)
- Вулваши (1998)
- Одбрана градова (1998)
- Кажи мами (1999)
- Старинска ствар (2001)
- Gang of four (2005)
- Тврда љубав (2006)
- Солидно срце (2008)

### Сборники стихов
- Рио Браво (1990)
- Remix (1991)
- Wah-Wah (1992)
- Песме о занатима (1997)

### Сборники эссе
- Дивља Хорда / Забелешке млађег покварењака (2007)